# اسید نیتریک دودسفید
اسید نیتریک دودسفید یا اسید دودسفید (به انگلیسی: White fuming acid (WFNA)) یک اکساینده مایع قابل نگهداری است که به همراه کروسین و هیدرازین به عنوان سوخت راکت استفاده می‌شود. این مایع از اسید نیتریک تقریباً خالص تشکیل می‌شود. اسید دودسفید معمولاً حاوی کمتر از ۲٪ آب و کمتر از ۰٫۵٪ نیتروژن دی‌اکسید محلول یا دی نیتروژن تتراکسید است.
اسید نیتریک دودسفید نسبت به اسید نیتریک دودقرمز به عنوان اکسیدکننده کارایی کمتری دارد اما بسیار ایمن تر است (با اینحال بسیار خورنده است)، چرا که حاوی نیتروژن تتراکسید که ماده ای بسیار فرار و سمی است، نمی‌باشد.